# Liste der Ehrenbürger der Stadt Frankfurt (Oder)

Wappen der Stadt Frankfurt (Oder)

Die  Liste der Ehrenbürger der Stadt Frankfurt (Oder) enthält eine chronologische Auflistung der 32 Personen, welchen die Stadt Frankfurt (Oder) das Ehrenbürgerrecht verliehen hat.

## Ehrenbürger

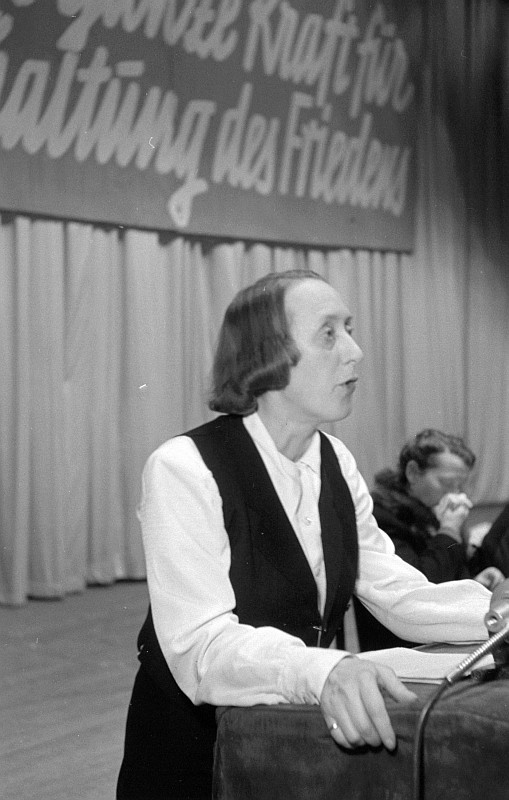
Greta Kuckhoff, seit 1967 Ehrenbürgerin der Stadt

1. 1830, August Carl Sembach (* 1758), Justizrat beim Stadt- und Landgericht Frankfurt (Oder)
2. 1831, Friedrich August Wilhelm von Brause, (* 1769; † 1836), General der Infanterie
3. 1838, Johann Carl Ferdinand Gerlach († 1851), Justizrat beim Stadt- und Landgericht Frankfurt (Oder)
4. 1841, Johann Carl von Corbin, Oberstleutnant, Kommandeur des 1. Bataillons des 8. Landwehr-Regiments
5. 1844, Friedrich von Wißmann, (* 1772; † 1856), erster Regierungspräsident in Frankfurt (Oder)
6. 1844, Louis Roquette (1768–1855), Prediger der französisch/deutsch-reformierten Gemeinde, Lehrer
7. 1849 (?), Johann Friedrich Bewert (* 1780 (?);† 1863), Direktor des Stadt- und Landgerichts Frankfurt (Oder)
8. Karl von Gerlach, (* 1792; † 1863), Geheimer Oberregierungsrat
9. 1852, Friedrich Wilhelm Kurt von Hobe (* 1792; † 1866), Generalleutnant, Kommandeur der 5. Landwehrbrigade
10. 1853, Anatole Demidoff di San Donato (* 1813; † 1870), russischer Gesandter
11. 1854, Christian Wilhelm Spieker (* 1780; † 1858), Oberpfarrer St. Marien, Stadtschulinspektor, Gründer und Herausgeber des „Frankfurter patriotischen Wochenblattes“
12. 1861, Friedrich Ernst Scheller (* 1791; † 1869), Geheimer Ober-Justizrat, Präsident des Appellationsgerichts Frankfurt (Oder)
13. 1862, Karl Petersen, Apotheker und Stadtrat
14. 1866, Wilhelm von Tümpling (* 1809; † 1884), General der Infanterie
15. 1869, Emanuel Otto Koffka (* 1816; † 1899), Justizrat, Vorsteher der Stadtverordnetenversammlung
16. 1871, Ferdinand von Stülpnagel (* 1813; † 1885), General der Infanterie
17. 1873, Eduard von Simson (* 1810; † 1899), Jurist, Präsident des Appellationsgerichts Frankfurt (Oder), 1. Präsident des Reichsgerichts zu Leipzig, Parlamentspräsident
18. 1882, Gustav Robert von Maltzahn (* 1807; † 1882), Jurist, Präsident des Landgerichts Frankfurt (Oder)
19. 1895, Hermann Friedrich Wilhelm von Kemnitz (* 1826; † 1900), Oberbürgermeister
20. 1903, Paul Adolph (* 1840; † 1914), Oberbürgermeister
21. 1916, Alfred von Tirpitz (* 1849; † 1930), Großadmiral
22. 1916, Georg Wichura (* 1851; † 1923), General der Infanterie, Kommandeur der 5. Division.
23. 1917, Georg Richter (* 1853; † 1925), Oberbürgermeister
24. 1933, aberkannt 1990, Karl Litzmann (* 1850; † 1936), General der Infanterie
25. 1933, aberkannt 1990, Wilhelm Kube, (* 1887; † 1943), Oberpräsident der Provinz Brandenburg, Gauleiter der NSDAP der Kurmark
26. 1933, aberkannt 1990, Adolf Hitler, (* 1889; † 1945)
27. 1933, aberkannt 1990, Paul von Hindenburg, (* 1847; † 1934), Generalfeldmarschall, Reichspräsident
28. 1967, Greta Kuckhoff (* 1902 in Frankfurt (Oder); † 1981), Mitglied der Widerstandsgruppe Schulze-Boysen-Harnack, in der NS-Zeit zum Tode verurteilt, dann zu 10 Jahren Zuchthaus begnadigt; in der DDR in verschiedenen verantwortlichen Funktionen tätig, setzte sich dabei auch persönlich für Frankfurt (Oder) ein
29. 1992, Wilhelm Neumann (* 1904; † 1996), Bauingenieur, Leiter der Abteilung Aufbau, setzte sich besonders für die Erhaltung der Natur und Umwelt ein
30. 1995, Henry Maske (* 1964), Boxer, Weltmeister
31. 1997, Ursula Sellschopp (* 1915; † 1998), Ärztin
32. 1999, Hans N. Weiler (* 1934), Rektor der Europa-Universität Viadrina